# Rim Village

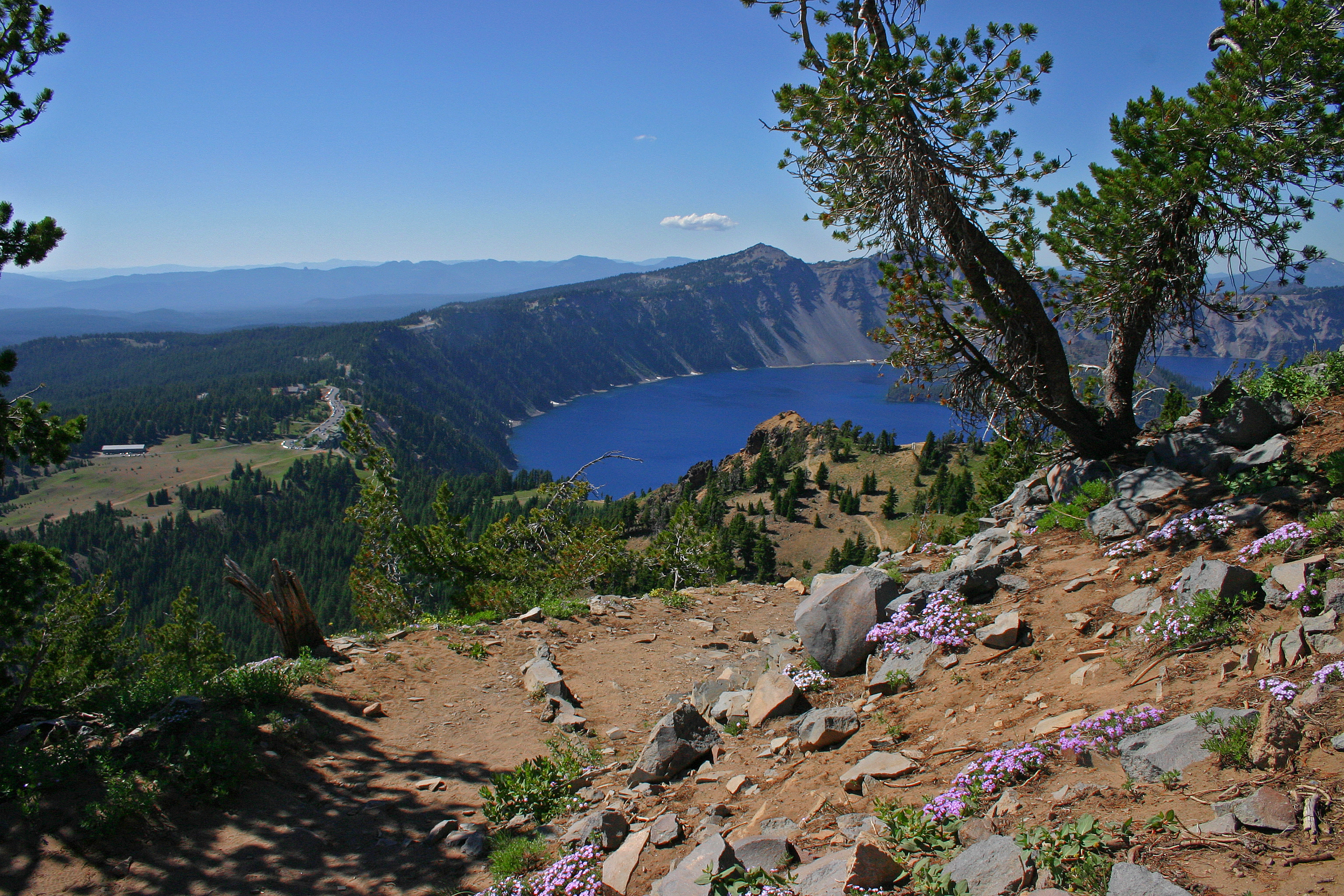
Rim Village

Rim Village est une localité américaine du comté de Klamath, dans l'Oregon. Située sur le bord sud de la caldeira qui contient le Crater Lake, dans la chaîne des Cascades, elle est protégée au sein du parc national de Crater Lake. La plupart des bâtiments qui la composent sont des propriétés contributrices au district historique de Rim Village, un district historique inscrit au Registre national des lieux historiques depuis le 18 septembre 1997.